# In a Dream
In a Dream é uma canção escrita e produzida por Randy Taylor-Weber da Galaxy Freestyle Records. A canção foi criada em 1989 em um studio e depois foi lançanda independentemente pelo grupo Emotion in Motion. As versões das cantoras Jossette e Rockell tornaram a canção popular. A versão de Jossete foi lançada em 1996 a versão de Rockell foi lançada em 1997 e obteve sucesso em 1998 alcançando a posição 72 na billboard hot 100.

## A versão de Jossette
"In a Dream" é o single de estreia da cantora Jossette. Composta e produzida por Randy Taylor-Weber, foi lançada nas rádios em novembro de 1996. Em março de 1997, alcançou a posição #9 na Bubbling Under Hot 100 Singles (que equivale a posição #109 na Billboard Hot 100).

### Faixas
| N.º | Título                                     | Duração |  |
| 1.  | "In a Dream" (Funhouse Show Mix)           | 4:57    |  |
| 2.  | "In a Dream" (Carnival Radio Edit)         | 3:55    |  |
| 3.  | "In a Dream" (DV8 Deep House Dub)          | 5:13    |  |
| 4.  | "In a Dream" (Funky Florida Freestyle Mix) | 4:04    |  |

### Desempenho nas paradas musicais
| Parada musical (1997)                           | Melhor posição |
| ----------------------------------------------- | -------------- |
| Estados Unidos (Bubbling Under Hot 100 Singles) | 9              |

## A versão de Rockell
"In a Dream" é o segundo single da cantora Rockell. Composta por Randy Taylor-Weber e produzida por Joe Tucci e Billy Brown, foi lançada como single em 20 de maio de 1997 pela gravadora Robbins Entertainment. Esta versão obteve mais sucesso que a lançada por Jossette, alcançando a posição #72 na Billboard Hot 100.

### Desempenho nas paradas musicais
| Parada musical (1997/1998)                          | Melhor posição |
| --------------------------------------------------- | -------------- |
| Canadá (Canadian Singles Chart)                     | 6              |
| Estados Unidos (Billboard Hot 100)                  | 72             |
| Estados Unidos (Hot Dance Music/Maxi-Singles Sales) | 13             |